# Veneroida
Los veneroidos (Veneroida) son un orden de moluscos bivalvos.  Incluyen a formas familiares como las almejas, berberechos,  el mejillón cebra Dreissena polymorpha. Son generalmente de valvas gruesas, simétricas e isomiarianas (esto es, sus músculos abductores son de igual tamaño).  
El nombre científico significa "dentadura perfeccionada", refiriéndose a las características de los tres dientes de la subclase Heterodonta del cual este orden procede.  Muchas especies son activas más que sésiles.  Sin embargo tienden a ser filtrador de alimentos, alimentándose a través de pares de sifones, con una característica  estructura branquial adaptada a este modo de vida.
Estudios recientes en sistemática molecular  sugiere que este orden no es monofilético.  Si esta conclusión se sustenta, el orden presumiblemente será roto en el futuro.

## Taxonomía
- Superfamilia Veneroidea
  - Petricolidae
  - Veneridae
- Superfamilia Astartoidea
  - Astartidae
- Superfamilia Corbiculoidea
  - Corbiculidae
  - Sphaeriidae
- Superfamilia Tellinoidea
  - Donacidae
  - Psammobiidae
  - Semelidae
  - Tellinidae
- Superfamilia Arcticoidea
  - Arcticidae
- Superfamilia Cardioidea
  - Cardiidae
  - Tridacnidae
- Superfamilia Dreissenoidea
  - Dreissenidae
- Superfamilia Galeommatoidea
  - Galeommatidae
  - Lasaeidae
  - Kelliidae
- Superfamilia Glossoidea
  - Glossidae
  - Vesicomyidae
- Superfamilia Lucinoidea
  - Cyrenoididae
  - Fimbriidae
  - Lucinidae
  - Thyasiridae
  - Ungulinidae
- Superfamilia Mactroidea
  - Mactridae
  - Mesodesmatidae
- Superfamilia Solenoidea
  - Pharidae
  - Solenidae
- Superfamilia Carditoidea
  - Carditidae
- Superfamilia Gastrochaenoidea
  - Gastrochaenidae
- Superfamilia Cyamioidea
  - Sportellidae
- Superfamilia Chamoidea
  - Chamidae
- Superfamilia Crassatelloidea
  - Crassatellidae